# James B. Morgan
James Bright Morgan (* 14. März 1833 in Fayetteville, Tennessee; † 18. Juni 1892 bei Horn Lake, Mississippi) war ein US-amerikanischer Politiker. Zwischen 1885 und 1891 vertrat er den zweiten Wahlbezirk des Bundesstaates Mississippi im US-Repräsentantenhaus.

## Werdegang
Bereits im Jahr 1840 kam James Morgan mit seinen Eltern in das DeSoto County in Mississippi, wo sich die Familie in dem Ort Hernando niederließ. Morgan genoss eine akademische Erziehung und studierte anschließend Jura. Nach seiner im Jahr 1857 erfolgten Zulassung als Rechtsanwalt begann er in Hernando in seinem neuen Beruf zu arbeiten. Zwischen 1857 und 1861 war Morgan auch Richter am örtlichen Nachlassgericht.
Während des Bürgerkrieges stieg James Morgan in der Armee der Konföderierten Staaten bis zum Colonel auf. Nach dem Krieg wurde er wieder Rechtsanwalt und nahm auch seine alte Tätigkeit als Richter am Nachlassgericht wieder auf. Politisch wurde er Mitglied der Demokratischen Partei. Von 1876 bis 1878 gehörte Morgan dem Senat von Mississippi an. Zwischen 1876 und 1890 besuchte er alle Parteitage der Demokraten in Mississippi als Delegierter. Von 1878 bis 1882 war er Kanzler des dritten Gerichtsbezirks seines Staates.
1884 wurde Morgan in das US-Repräsentantenhaus in Washington, D.C. gewählt, wo er am 4. März 1885 den Republikaner Elza Jeffords ablöste. Nach zwei Wiederwahlen konnte Morgan bis zum 3. März 1891 insgesamt drei Legislaturperioden im Kongress absolvieren. Nach dem Ende seiner Zeit im Kongress arbeitete er wieder als Rechtsanwalt. Er starb am 18. Juni 1892 in der Nähe des Ortes Horn Lake und wurde in Hernando beigesetzt.